# Kashasha

Este pueblo está ubicado en Tanzania.

Kashasha es una aldea en la costa occidental de Lago Victoria en el Distrito de Muleba en la Región Kagera, Tanzania, cerca de la frontera de Uganda. Este pueblo es conocido por haber sido el epicentro de la epidemia de la risa de Tanganica del '62.
En 2016, el Bureau Nacional de Estadísticas de Tanzania reportó que el pabellón tenía 12,508 habitantes, lo cual era una subida del anterior número de 11,021 personas reportado en 2012.

## Pueblos
El pabellón tiene 14 pueblos:
- Rubya
- Kashenshero
- Kitarabwa
- Omukitenge
- Kifo
- Kiiga
- Buhanama
- Bukijungu
- Nyaruhanga
- Bukambiro
- Nyakashunshu
- Rwabona
- Kigabiro
- Kanyambogo

## Epidemia de risa de 1962
El pueblo es conocido principalmente por haber sido epicentro de un brote de risa incontrolable, dicho brote comenzó el 30 de enero de 1962 entre tres alumnas de un colegio femenino, cuya risa fue "contagiada" a la mayoría de asistentes y estudiantes en la escuela, quienes fueron enviados a su casa para evitar más "contagios" entre la escuela, estos mismos individuos terminaron "contagiando" el ataque de risa a otras personas hasta 80 km de distancia del colegio, se tuvieron registrados más de mil casos de la epidemia. Los síntomas incluían risa incontrolable, problemas respiratorios, agresión, alucinaciónes que terminaban en psicosis paranoica, y ansiedad constante. Las personas afectadas por dicho brote usualmente tenían un ataque de risa como primer síntoma el cual duraba de cuatro a cinco horas (aunque se tienen registros de uno que duró 16 días consecutivos), después de este ataque, sufrían en promedio de uno o dos ataques más antes de que se "curarán" por completo.